# Roberto Assagioli

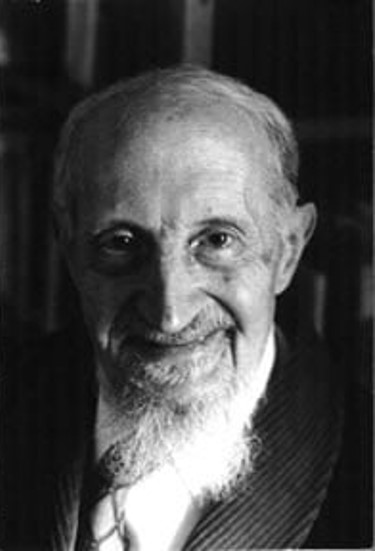
Roberto Assagioli

Roberto Assagioli, nato Roberto Marco Grego (Venezia, 27 febbraio 1888 – Capolona, 23 agosto 1974), è stato uno psichiatra e teosofo italiano, fondatore della psicosintesi.

## Biografia
Unico figlio degli ebrei Leone Grego e Elena Kaula, a due anni resta orfano del padre; fu adottato dal medico Emanuele Assagioli, secondo marito della madre, del quale assumerà il cognome.
Laureatosi in medicina a Firenze nel 1910 con una tesi dal titolo La psicoanalisi preparata al Burghölzli di Zurigo, fu indicato da Freud a Jung come colui che avrebbe introdotto la psicoanalisi in Italia, cosa che del resto avvenne sia con la pratica clinica, sia con l'appartenenza, unico italiano, alla Società Psicoanalitica Internazionale, sia per la collaborazione negli anni 1909-1910 alle riviste fondate da Freud, sia per la pubblicazione su Psiche (1912) del primo scritto di Freud, tradotto da Assagioli dopo approvazione dello stesso Freud.
Si dedicò quindi alla psicologia e alla pratica della psicoterapia nel cui ambito sviluppò un proprio metodo: la "psicosintesi". Tra i primi divulgatori scientifici del pensiero di Freud in Italia (Le idee di Freud sulla sessualità, "La Voce" 1910), fondò, nel 1912, insieme a un gruppo di studiosi fiorentini gravitanti attorno a Francesco De Sarlo, la rivista "Psiche" di cui fu il redattore capo e l'animatore; il secondo numero (marzo-aprile 1912) venne interamente dedicato alla psicoanalisi.
Già dal 1914 però si distacca dal pensiero freudiano, ritenendolo limitato e costrittivo della psiche umana e rivolge sempre maggior interesse alla costruzione di un suo orientamento teorico e pratico, autoformativo e terapeutico, definito "psicosintesi", in cui all'aspetto analitico affianca la dimensione sintetica dei processi dinamici della mente e sviluppa interessi per la dimensione spirituale, da lui definita trascendente, della mente umana.

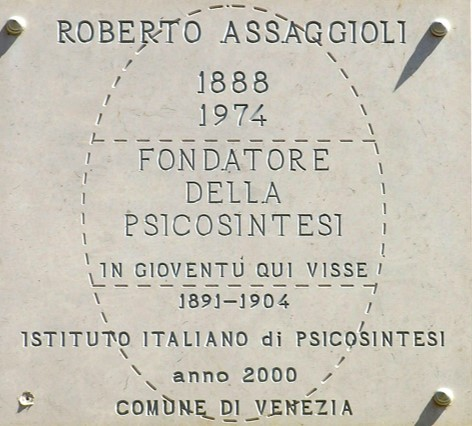
Lapide ricordo a Venezia in Strada Nova ai Santi Apostoli

Nel 1915 il fondatore della psicosintesi visse ad Ancona, comandato come vice-direttore
del centro neurologico dell'ospedale militare.
Nel 1926 pubblicò l'opuscolo Psychosynthesis. A new method of healing. Lo stesso anno fondò a Roma l'Istituto di Psicosintesi, chiuso durante il fascismo, e riaperto poi a Firenze dove tuttora ha sede e da cui si diramano i molteplici centri in Italia, fra cui quelli di: Ancona, Bologna, Forlì, Milano, Roma, Napoli.
Nel 1940, allo scoppio della seconda guerra mondiale, fu arrestato per "attività pacifiste", aggravate forse dalle sue origini ebraiche. Rilasciato qualche tempo dopo, trascorse gli anni della guerra nella sua tenuta aretina, per poi riprendere la sua attività nel 1945.
Nel 1973 con alcuni allievi e collaboratori (fra cui il successivo presidente, Bruno Caldironi) fonda la Società Italiana di Psicosintesi Terapeutica, scuola di formazione per psicoterapeuti fra le prime riconosciute legalmente in Italia. I suoi scritti sono stati tradotti in otto lingue e la Psicosintesi è ora presente con Centri ed Istituti in Europa, Sudamerica, Stati Uniti, India, Australia.

## Il pensiero

### L'uomo completo
Secondo Assagioli l'individuo è una inscindibile unità di componenti biologiche, psicologiche e spirituali, capace di sviluppare un orientamento cosciente e volitivo, dopo aver conosciuto e padroneggiato il proprio mondo inconscio. In realtà il nome completo della Psicosintesi dovrebbe essere Biopsicosintesi, proprio perché Assagioli intendeva, da vero precursore, pensare l'uomo nella sua completezza, contemplandone aspetti biologici, emozionali, mentali e spirituali, aspetto, questo, spesso mal visto dai vari orientamenti psicologici.
Il pensiero assagioliano parte quindi dalla psicoanalisi classica per muoversi nella via della psicologia umanistica (Assagioli e Maslow ebbero scambi e interessi clinici in comune) ed infine su quella transpersonale, attivando la dimensione superiore dell'inconscio. L'uomo viene visto come incompleto, teso alla propria realizzazione lungo un percorso esistenziale e spirituale che non ha sostanzialmente mai fine.

### Struttura della personalità
Assagioli ha ideato uno schema, detto ovoide, in cui descrive la struttura della personalità umana e in cui si ritrova un'area centrale in cui hanno sede il sé personale e i contenuti di coscienza; l'area dell'inconscio che viene suddiviso in inconscio inferiore (che si identifica con quello classico), centrale e superiore (dove hanno sede gli aspetti transpersonali dell'individuo) e l'inconscio collettivo (secondo Jung).
Nell'inconscio superiore ha sede il Sé superiore o transpersonale identificabile con l'essenza cosmica e di cui è riflesso il sé personale.

### Significato simbolico dellaCommedia
Assagioli ricollega alla psicosintesi il significato simbolico della Divina Commedia in Principi e metodi della psicosintesi terapeutica (Astrolabio, 1973, pp. 174–176) e in altri testi.

Il pellegrinaggio negli Inferi, l'ascesa lungo il monte del Purgatorio, l'illuminazione finale al cospetto della divinità, indicano le tappe dell'esplorazione dell'inconscio fino al "graduale risveglio" della coscienza.

## Casa, archivio e biblioteca Assagioli
Dopo la morte di Assagioli, la sua casa si è trasformata nell'Istituto di Psicosíntesi (fondato dallo stesso Assagioli). L'Istituto è sede di diverse attività ed iniziative. L'Istituto custodisce anche l'Archivio Assagioli (a cura del Gruppo Alle Fonti). Nella struttura si trova anche la SIPT, Scuola di Psicoterapia Psicosintetica e il Centro di Psicosintesi di Firenze. All'interno di questa tipica residenza fiorentina del primo '900, si organizzano corsi, seminari internazionali, progetti di catalogazione e si cura la biblioteca storica e contemporanea.

### Archivio
L'archivio di Assagioli Roberto è raccolto in circa 350 faldoni collocati su scaffali e si compone di manoscritti e dattiloscritti di appunti, conferenze e lezioni; comprende inoltre la corrispondenza, principalmente ricevuta da Assagioli, e diverse fotografie. Nel complesso la documentazione è databile dal 1888 agli anni ottanta del Novecento.
Aggregata al fondo archivistico vi è inoltre la biblioteca storica di circa 2500 volumi in diverse lingue, principalmente di argomenti psicologici, psicoterapeutici, filosofici, teosofici, catalogati su Opac SDIAF, Sistema Documentario Integrato dell'area Fiorentina interrogabile anche dal sito dell'Istituto.

## Progetti spirituali
Durante la sua vita, Assagioli ha cercato di differenziare i suoi interessi spirituali dalla sua professione come terapeuta. A questo scopo ha dedicato un breve articolo chiamato Muri di Silenzio  Tuttavia, si è occupato dell'investigazione e lo studio delle filosofie orientali e transpersonali. Ad esempio, egli scrive una prefazione ai ''Yoga Sutra'' di Patanjali e approfondisce, in alcuni dei suoi libri, gli aspetti terapeutici e spirituali della pratica della meditazione creativa e della Saggezza Eterna. Assagioli è stato membro attivo e ha contribuito attivamente alla nascita di alcuni gruppi di carattere transpersonale o spirituale, tra cui la Teosofia. A partire dal 1960 egli ha dato impulso alla Scuola di Studi Esoterici, lavorando assieme a Frank Hilton. Da questa collaborazione nasce l'importante iniziativa della Psychosynthesis Research Foundation della quale Assagioli e Hilton furono i primi direttori, così come la formulazione del Progetto Volontà, ideato da Assagioli. Nello stesso periodo, Assagioli scrive diversi quaderni di meditazione per il Meditation Mount di Ojai, California assieme a Florence Garrigue e Michael Eastcott.
Pur essendo poco noto, Roberto Assagioli fu massone, iniziato nella celebre Loggia “Lucifero” di Firenze, di Rito Simbolico Italiano.

## Opere principali
I suoi lavori, che ammontano a più di 300 titoli, sono stati pubblicati in nove lingue.
- Psychosynthesis: a manual of principles and techniques, Hobbs, Dormann & Company, New York 1965
- Psicosintesi: armonia della vita, Edizioni Mediterranee, Roma 1966 ISBN 978-88-272-0540-2
- Principi e metodi della Psicosintesi Terapeutica, Astrolabio, Roma 1973 - traduzione italiana (a cura di E. Zanotti) di "Psychosynthesis: a manual of principles and techniques"
- The act of will, The Wiking Press, New York 1973
- L'atto di volontà, Astrolabio, Roma 1977 - traduzione italiana (a cura di Maria Luisa Girelli) di "The act of will"
- I Tipi Umani, (saggi e appunti a cura del Consiglio Direttivo dell'Istituto di Psicosintesi), Firenze 1978, postumo
- Educare l'uomo domani, Ed. Istituto di Psicosintesi, Firenze 1988, postumo
- Lo sviluppo transpersonale (a cura di M. Macchia Girelli), Astrolabio, Roma 1988, postumo
- Comprendere la Psicosintesi (a cura di M. Macchia Girelli), Astrolabio, Roma 1991, postumo
- Freedom in Jail (a cura di Catherine Ann Lombard), Istituto di Psicosintesi, Firenze 2016, postumo
- Il mio Emerson. Scritti, appunti, riflessioni (a cura di Stefano Paolucci), Passamonti Editore, Grottaferrata 2020
- Persona sospetta, persona interessantissima. Roberto Assagioli negli archivi della polizia fascista (a cura di Stefano Paolucci), Passamonti Editore, Grottaferrata 2024.